# Тернівка (Черкаський район)
Терні́вка — село в Україні,у Черкаському районі Черкаської області, центр Тернівської сільської громади.

## Загальні відомості
Тернівка — село, центр сільської ради. Розташоване за 12 км на південь від міста Сміла, по обидва боки річки Гнилий Ташлик.
Площа населеного пункту — 498 га.
Кількість населення — 988 осіб, дворів — 480.
На околицях нинішнього села знайдено кам'яну і лучну зброю, залишки кам'яних знарядь праці та гончарного посуду, наконечники для стріл, кам'яне ядро, кілька металевих кілець для праці та ін.
В архівах збереглися відомості про битву кошового отамана Івана Сірка з військами законного гетьмана Павла Тетері та полковника Стефана Чарнецького, яка відбулася 1 травня 1664 р. в Капустиній долині, де гетьманські та польські війська були розбиті.
Капустина долина тягнеться від села Тернівка з Капустяного яру на схід до залізниці.
За переказами, село засноване наприкінці XVI ст. Навколо поселення було багато терну, тому, очевидно, село назване Тернівкою.
До 30-х рр. ХІХ ст. Тернівка належала російському графу Миколі Самойлову, який пізніше продав село генерал-майору Християну Гревсу. Останній передав його у володіння синам — генерал-майору Владиславу та підпоручику Олександру Гревсам.
У 1822 році генерал Христіан Гревс на свої кошти збудував дерев'яну церкву Дмитрія Солунського, яка нині є пам'яткою архітектури початку ХІХ ст. Також на території церкви захоронена родина Х. Х. Гревса.
Лаврентій Похилевич у «Сказании о населенных местностях Киевской губернии» (1864 р.) пише: «Терновка, село расположено по реке Ташлык ниже села Поповки, от которой отделяется только небольшим оврагом. Село Смелянка лежит еще ниже по Ташлыку за 3 версты. Жителей обеего пола — 859. Земли в окружной меже — 1809 десятин. Близ села есть могилы и выкапывают черепки каких-то сосудов с неразборчивыми буквами. Один из таких черепков хранится в церкви. Село принадлежит генерал-майору Владиславу и подпоручику Александру Христиановичам Гревс, коих отец купил это имение у графа Самойлова.
Церковь Дмитриевская, деревянная, 7-го класса; земли имеет 38 десятин; построена 1822 года издержками покойного отца владельцев генерал-майора Христиана Гревс».
У роки Другої світової війни загинуло 211 тернівчан і 134 пропали безвісти.
Тернівчани пишаються своїм земляком І. Т. Артеменком. Він був першим піонером Тернівської школи, радянським парламентером, підполковником у відставці. Бойова доля Івана Тимофійовича Артеменка дивовижна. Вже після війни він написав книгу спогадів «Від першого до останнього дня». З його слів, саме він уклав текст ультиматуму, який за підписом представника Ставки Верховного Головнокомандування маршала Жукова і командуючих 1-м та 2-м Українським фронтами генералів армії Ватутіна і Конєва був переданий керівництву нацистського угруповання, оточеного в районі Корсунь-Шевченківського.
А 19 серпня 1945 року під ім'ям полковника Артамонова прийняв капітуляцію Квантунської армії.
Тернівська загальноосвітня школа І-ІІІ ступенів — це відомий не тільки у районі, а й за межами області навчальний заклад. Нова школа збудована в 1980 році з ініціативи директора Дардан Тамари Павлівни. Очолюючи навчальний заклад, вона створила творчий колектив однодумців, постійно дбає про розвиток самостійності та ініціативи своїх колег. Тут створено музейний комплекс. В історію школи увійшла робота учнівсько-виробничої бригади. Школа стала лабораторією передового педагогічного досвіду, вона входить у навчально-науково-виробничий комплекс «Перспектива» при Черкаському державному національному університеті ім. Богдана Хмельницького.
На території села працюють загальноосвітня школа, дитячий садок, фельдшерський пункт, Будинок культури, бібліотека, сільська рада відділення зв'язку, філія ощадного банку, приватні та кооперативні магазини, дочірнє сільськогосподарське підприємство (ДСП) «Агрокомплекс „Березняки“».

## Економіка
В селі працюють:
- Філія ощадного банку
- кілька приватних та кооперативних магазинів
- Дочірнє сільськогосподарське підприємство «Агрокомплекс „Березняки“».

## Соціально-гуманітарна сфера

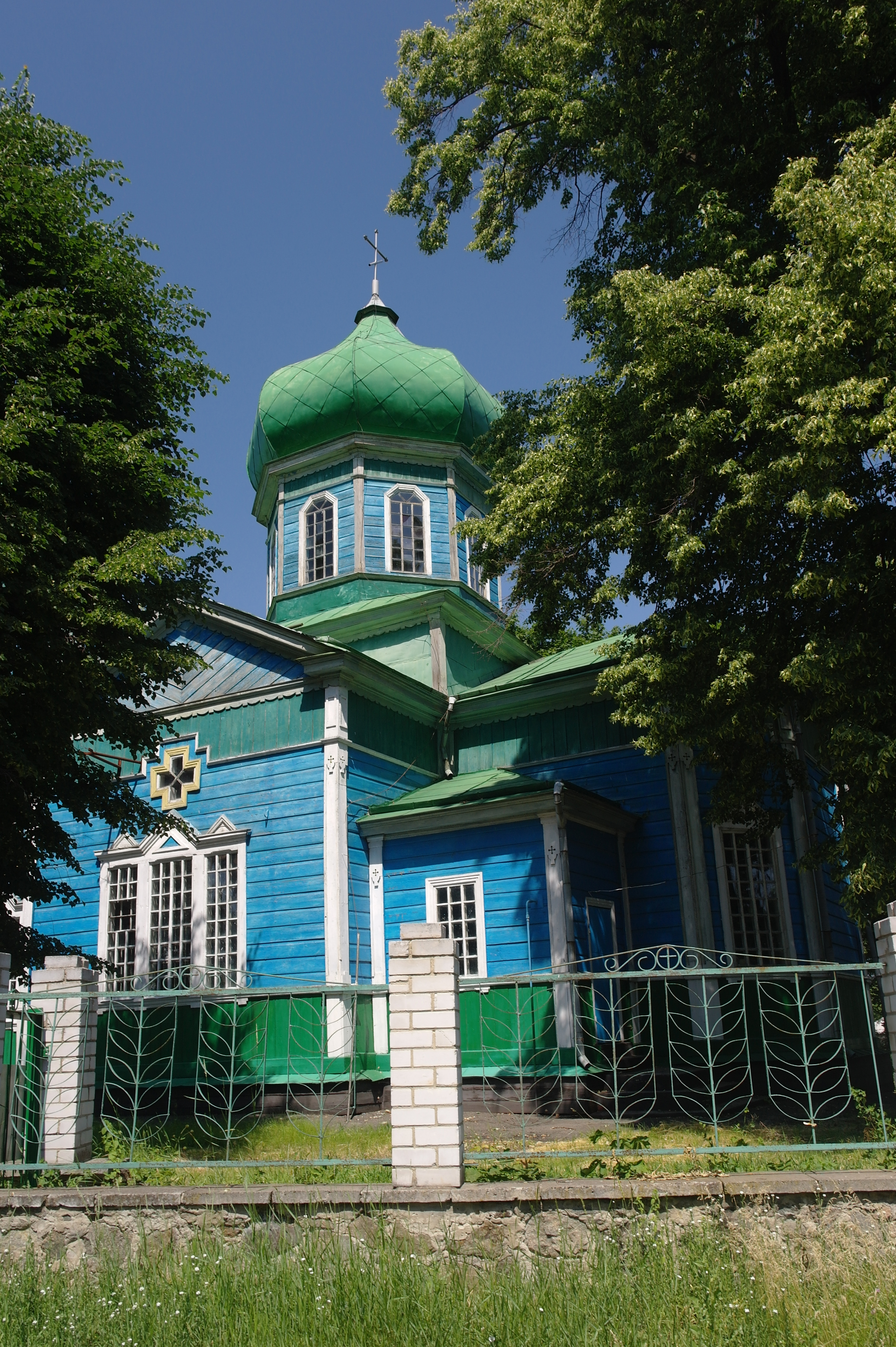
Церква Св. Дмитра

В селі існують:
- загальноосвітня школа
- дитячий садок
- фельдшерський пункт
- Будинок культури
- бібліотека
- відділення зв'язку

## В літературі
В Тернівці відбувається дія повісті Тодося Осьмачки «Старший боярин».

## Мешканці
В селі народилися:
- Порожняк Тарас Миколайович (1924—2017) — український і білоруський художник ужиткового мистецтва і педагог.
- Холодняк Віталій Миколайович (1969—2015) — солдат Збройних сил України, учасник російсько-української війни.